# Maurice Ascalon
Maurice Ascalon, nome d'arte di Moshe Klein (Ungheria, 1913 – Cuernavaca, agosto 2003), è stato uno scultore, designer industriale israeliano, a detta di molti il padre del moderno movimento israeliano delle arti decorative.

## Biografia
Nato nell'Ungheria orientale, fin da piccolo era determinato nel voler assecondare la sua passione artistica, tuttavia per farlo fu costretto ad abbandonare le proprie radici di ebraismo ultrareligioso chassidico perché nello Shtetl dell'Ungheria orientale dove crebbe l'espressione artistica veniva biasimata. A quindici anni Maurice lasciò la famiglia e la casa della sua infanzia per studiare arte all'Accademia delle Belle Arti di Bruxelles. Portò con sé una profonda conoscenza dei rituali e delle tradizioni delle cerimonie ebraiche, a cui in seguito attinse per le sue sperimentazioni artistiche.
Nel 1934, dopo aver intrapreso la propria formazione artistica prima a Bruxelles e poi a Milano, Maurice migrò nell'allora Palestina (che poi sarebbe diventata terra di Israele). Là incontrò la sua futura moglie, Ziporah Kartujinsky, un'ebrea polacca, nipote del noto cartografo e scienziato che portava lo stesso cognome; Ziporah, morta nel 1982, divenne lei stessa scultrice in età già avanzata e creò magnifici bassorilievi raffiguranti la vita Shtetl della sua infanzia.
Nel 1939, Maurice Ascalon ideò e creò "The Toiler of the Soil, the Laborer and the Scholar", una scultura di rame enorme (14 piedi d'altezza) in rilievo a sbalzo ottenuta mediante martello. Rappresenta tre figure e decorava la facciata del Padiglione della Palestina ebraica alla Fiera mondiale di New York del 1939. Questo lavoro gli fu commissionato proprio per questo padiglione che è così importante a livello storico perché presentava al mondo l'idea di uno stato ebraico moderno. Ora quest'opera d'arte si trova allo Spertus Museum di Chicago.
Alla fine degli anni Trenta, Maurice fondò una società israeliana di arte decorativa, la Pal-Bell, che produceva menorah in bronzo e ottone a marchio registrato e altri articoli funzionali e decorativi, sia di stampo ebraico sia laici, esportati in tutto il mondo in grandi quantità.  Il riconoscibilissimo design tipico di Maurice (talvolta art déco, tal altra più tradizionale) introdusse l'uso di una patina di color verde grazie all'azione chimica (il verderame) nella fabbricazione israeliana in metallo, caratteristica che ancora adesso è il segno distintivo del settore artigianale israeliano. Durante la guerra d'indipendenza israeliana del 1948 Maurice mise a punto delle munizioni per l'esercito israeliano e, su richiesta del governo di Israele, convertì la sua azienda alla produzione di munizioni per lo sforzo bellico. Nel 1956 Maurice migrò negli Stati Uniti d'America.

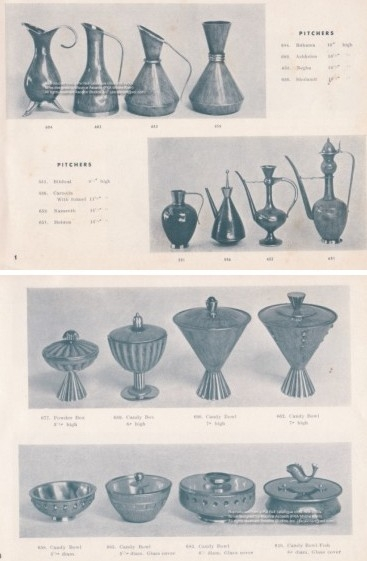
Immagine da catalogo di un'opera decorativa di Maurice Ascalon prodotta dalla sua azienda, la Pal-Bell Company, 1948 circa

Alla fine degli anni Cinquanta e durante gli anni Sessanta, Maurice visse a New York e a Los Angeles. Divenne famoso come maestro argentiere creando per le sinagoghe stupende corone Torah e altri oggetti cerimoniali ebraici di cui venne a conoscenza durante la giovinezza. Per un po' di tempo insegnò scultura alla facoltà di belle arti alla University of Judaism di Los Angeles.
Alla fine degli anni Settanta, il laboratorio di Maurice, ora formalmente soprannominato Studio Ascalon, si trasferì nell'area di Filadelfia.  Divenne (e lo è ancora sotto la direzione del figlio David Ascalon) uno studio artistico multisfaccettato dedito all'ideazione e alla creazione di arte sito-specifica per il culto e gli spazi pubblici.
Nel febbraio 2003, Maurice Ascalon ha compiuto novanta anni a Cuernavaca, in Messico, dove viveva col figlio maggiore Adir Ascalon, scultore e pittore surrealista che ha collaborato con il noto muralista messicano David Alfaro Siqueiros. Maurice è morto nell'agosto 2003 dopo una lunga e proficua vita a causa delle complicanze della malattia di Parkinson, malattia che ha dovuto affrontare negli ultimi dieci anni di vita.
I lavori commissionati a Maurice Ascalon includono le installazioni permanenti in luoghi di culto e spazi pubblici in tutti gli Stati Uniti, Messico e Israele. I suoi lavori hanno partecipato a delle mostre e fanno parte delle collezioni di istituzioni come il Jewish Museum (New York), il Museum of American Jewish History di Philadelphia, lo Spertus Museum di Chicago e della University of Judaism di Los Angeles.